# Chamblac
Chamblac är en kommun i departementet Eure i regionen Normandie i norra Frankrike. Kommunen ligger i kantonen Broglie som tillhör arrondissementet Bernay. År 2022 hade Chamblac 359 invånare.

## Befolkningsutveckling
Antalet invånare i kommunen Chamblac
Referens:INSEE